# Ishigakia longipedis
Ishigakia longipedis är en stekelart som beskrevs av Wang 1980. Ishigakia longipedis ingår i släktet Ishigakia och familjen brokparasitsteklar. Inga underarter finns listade i Catalogue of Life.